# Jennings Peak
Der Jennings Peak ist ein 2320 m hoher Berg im ostantarktischen Viktorialand. In den Admiralitätsbergen ragt er im südöstlichen Teil der Dunedin Range auf.
Der United States Geological Survey kartierte ihn anhand eigener Vermessungen und Luftaufnahmen der United States Navy aus den Jahren von 1960 bis 1963. Das Advisory Committee on Antarctic Names benannte ihn 1970 Cedell Jennings Jr. (* 1947), Flugzeugelektriker auf der McMurdo-Station im Jahr 1968.